# Last Resort
Last Resort (яп. ラストリゾート, рус. Последнее Средство) — видеоигра жанра scrolling shooter, разработанная и выпущенная компанией SNK 23 марта 1992 года в Японии для аркадной платформы Neo-Geo MVS. 24 апреля того же года игра появилась в Японии и США на приставке Neo-Geo AES, а 9 сентября 1994 года — на Neo-Geo CD. 29 марта 2011 года выпущена компанией D4 Enterprise для Virtual Console Wii.

## Сюжет
Действие игры происходит в 2920 году. Планета Земля, вследствие перенаселения и загрязнения окружающей среды, превращена в безжизненную пустыню. Чтобы выжить, людям пришлось сесть на космические корабли и основать космические колонии. Жизнь продолжается. Но однажды неизвестный вирус заразил главный компьютер третьей колонии. Компьютер вышел из-под контроля и начал производить множество смертоносных машин, уничтожающих колонистов.
Последняя надежда человечества — два экспериментальных космических боевых корабля, с двумя опытнейшими пилотами, которым теперь предстоит сразиться с полчищами боевых машин и уничтожить заражённый компьютер третьей колонии.

## Геймплей
Last Resort представляет собой типичный двухмерный шутер с боковым скроллингом (scrolling shooter), выполненный в футуристическом стиле и геймплеем напоминающий такие игры, как R-Type или G Darius. Игрок, управляя космическим истребителем (или два игрока — каждый со своим кораблём), должен пройти ряд уровней, уничтожая встречающиеся на пути машины неприятеля и уворачиваясь от ответных выстрелов и столкновений. Бо́льшая часть игры проходит слева направо, хотя в последнем уровне есть и исключения, когда экран движется в других направлениях. Вид при этом на происходящее всегда сбоку.

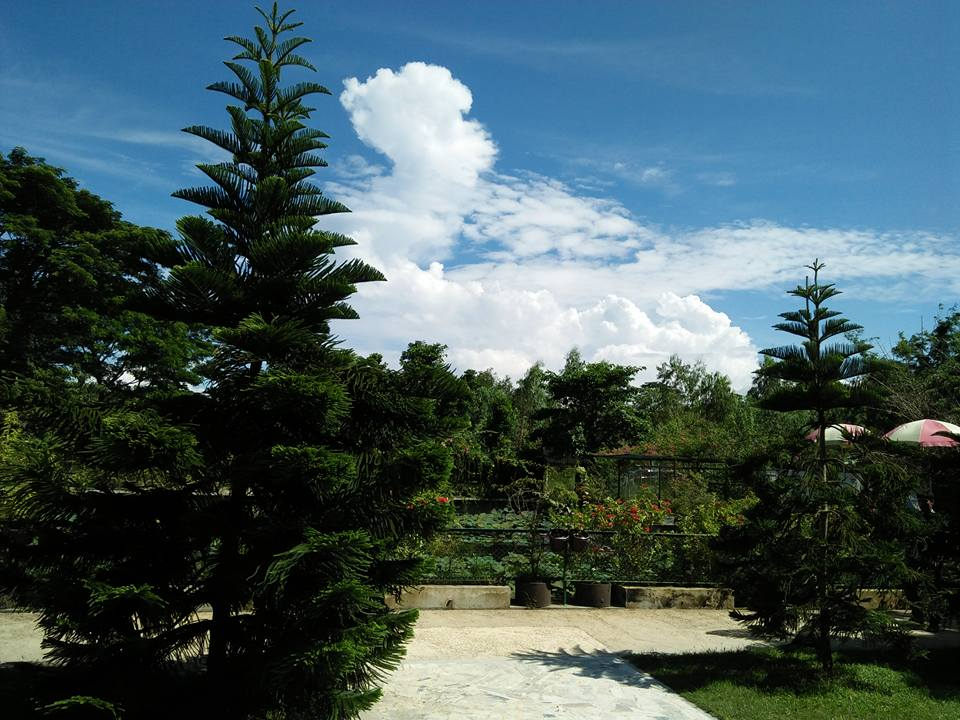
Кадр из третьего уровня. Слева снизу от истребителя игрока виден сателлит

Для противостояния полчищам врагов корабль игрока оснащён фантастическим оружием: сначала это простые заряды, а позже, когда игрок подберёт необходимые бонусные объекты, — и более совершенное оружие — лазерные волны, самонаводящиеся ракеты и т. п. Кроме того, почти с самого начала игры у корабля игрока появляется небольшой спутник, стреляющий одновременно с игроком. Но, в отличие от основного корабля, он может стрелять только прямо перед собой. Спутник можно настроить на стрельбу в любом из 8 направлений, существенно расширив тем самым зону поражения, что крайне необходимо для противостояния машинам, появляющимся сзади, сверху или снизу.
Игра состоит из пяти уровней, в конце каждого из которых игроку предстоит встреча с боссом — особенно сильным и крупным противником. В случае, если игрок пропускает вражеский выстрел, врезается в неприятеля или стену, то игра начинается заново с начала того уровня, на котором находился игрок. Все набранные до этого бонусы теряются.
По умолчанию игру можно продолжать бесконечное количество раз, если не настроить обратное перед началом игры в предложенных опциях. Кроме этого, можно выбрать сложность игры — лёгкую, среднюю (по умолчанию) или сложную. После первого прохождения появляется заставка с поздравлением и игра начинается с первого уровня с набранными до этого бонусами. После второго прохождения игрок может посмотреть финальный ролик и титры.

## Варианты игры
Все три версии — аркадная, на картриджах и на дисках — практически идентичны, различается лишь зависящее от железа качество графики, звука и т. п. Для Wii Virtual Console была переиздана версия Last Resort на Neo-Geo AES. Кроме трёх основных версий Last Resort в 2008 году была выпущена компанией SNK в составе сборника SNK Arcade Classics Vol. 1 вместе с другими 15 играми NeoGeo. Сборник был выпущен для консолей PlayStation 2, PSP и Wii.

## Критика
Оценки, полученные игрой, отличаются от отзыва к отзыву. Хотя встречаются оценки и ниже среднего, в основном игра была оценена выше среднего или высоко. Журнал Video Games в выпуске за февраль 1993 года назвал Last Resort лучшей Neo Geo игрой прошедшего 1992 года, отметив сильную графику, удачную музыку и разнообразие доступного оружия. Основным минусом игры многие рецензенты отмечали слишком высокую сложность и подвисания игры, когда на экране находится слишком много движущихся объектов одновременно.

### Рецензии
- На сайте коммерческой информационной базы Allgame игра (версия на Neo-Geo AES) получила оценку 2,5 звёздочки из максимальных пяти, в том числе — 2/5 за геймплей, 2,5/5 за фактор повторного прохождения (англ. Replay Value) и по 3/5 за графику и звук. Низкая оценка геймплея объяснена чересчур завышенной сложностью и частыми подвисаниями. В целом же игра была названа неплохим солидным шутером, со средненькой музыкой и неплохой детальной графикой. CD-версия Last Resort получила на сайте такую же оценку, а аркадный оригинал — 3,5/5.[11]
- Обозреватель компьютерных игр веб-сайт HonestGamers поставил Last Resort достаточно низкую оценку 4/10. По мнению рецензента, игрой смогут насладиться лишь истинные фанаты жанра, остальным же наверняка не понравится завышенная сложность и необходимость начинать уровень сначала при первом же попадании вражеского снаряда. Неудачным было названо и музыкальное сопровождение игры, а графика — не лучшей для Neo Geo, но достаточно неплохой и детально прорисованной.[12]
- На англоязычном сайте Neo-Geo.com сражения «последнего средства» были оценены в 9/10 баллов, из которых по 8/10 получил геймплей и графическое оформление и 8,5/10 — музыка/звук. Почти все аспекты игры были отмечены, как хорошие. В частности, очень хорошей, похожей на игры In The Hunt и Metal Slug, была названа графика, очень детальная и красочная. Музыка и звуковые эффекты были так же названы удачными и хорошо подходящими к атмосфере игры. Как и во многих других отзывах, рецензент Neo-Geo.com упомянул высокую сложность Last Resort. Не настолько высокую, как в игре Viewpoint, но всё же выше обычного.[13]
- Версия Last Resort на Neo-Geo CD была рассмотрена в рецензии англоязычного сайта IMPLANTgames. Игра получила достаточно высокую оценку 7/10 и была названа солидным дополнением к библиотеке игр Neo Geo. На фоне хороших графики, геймплея и музыки минусом игры была названа не очень удачная механика корабля-сателлита, что однако, по мнению IMPLANTgames, является вопросом практики.[14]

## Создатели
Музыкальным сопровождением и звуковыми эффектами Last Resort занимались Тосио Симидзу (англ. Toshio Shimizu) и Ясуо Яматэ (англ. Yasuo Yamate). Оба они работали и над другими играми SNK: Симидзу — над Fatal Fury 2 (1994 год), Fatal Fury Special (1994 год) и Ace Combat 6: Fires of Liberation (2007 год), а Яматэ — Sengoku (1991 год), играми серий Samurai Shodown (1993—1994 годы), Fatal Fury (1994—1997 годы) и The King of Fighters (1998 — 2004 годы), Half-Minute Hero (2009 год) и другими.
Среди дизайнеров игры — Тацуя Синкай (англ. Tatsuya Shinkai), занимавшийся дизайном игр серий The King of Fighters (1994 и 1995 годы) и Professor Layton (Nintendo DS, 2007—2009 год), а также игр Hybrid Heaven (1999 год), Rogue Galaxy (2007 год) и Dragon Quest IX: Sentinels of the Starry Skies (2009 год). Кроме него в работе над дизайном принял участие Мицуо Кодама (англ. Mitsuo Kodama), среди более поздних работ которого — The King of Fighters '94 (1994 год), игры серии Tenchu (2003—2004 годы), Valhalla Knights (2006 год) и Lost Planet: Extreme Condition (2006 год).

## Саундтрек
21 мая 1992 года Pony Canyon и Scitron Label выпустили альбом «Garou Densetsu / Last Resort» (яп. 餓狼伝説／ラストリゾート), содержащий оригинальную музыку из игр Last Resort и Fatal Fury. Альбом состоял из 25 композиций (1-16 — из Fatal Fury, 17-25 — из Last Resort) и продавался по цене 1500 японских иен.
| №                   | Название | Длительность |
| ------------------- | --- | ------------ |
| 1.                  | «Garou Densetsu Title [NEO-GEO] ~ Garou Densetsu Title [MVS] ~ Three Heads Are Better than One [Player Select] ~ FIGHT! [Battle Start]» (яп. タイトル[NEO・GEO]～餓狼伝説タイトル[MVS]～3人よれば文殊の知恵[プレイヤーセレクト]～FIGHT![対戦スタート]) | 1:02         |
| 2.                  | «The Hooligan of Downtown [Duck King’s Theme]» (яп. 下町の暴れんぼう[ダック・キングのテーマ]) | 3:04         |
| 3.                  | «Haremar Faith Capoeira School — Song of the Fight (Believers Will Be Saved) [Richard Meyer’s Theme]» (яп. ハレマー教カポエレ派戦いの歌（信じるものは救われる）[リチャード・マイヤーのテーマ]) | 2:28         |
| 4.                  | «The Sea Knows [Michael Max’s Theme]» (яп. 海は知っている[マイケル・マックスのテーマ]) | 1:48         |
| 5.                  | «Four Thousand Years of Chinese History [Tung Fu Rue’s Theme]» (яп. 中国四千年の歴史[タン・フー・ルーのテーマ]) | 3:06         |
| 6.                  | «Results Are Everything [Battle Results] ~ Suspicious Guy [Midway Demo]» (яп. 結果が全て[対戦結果]～怪しげな奴[中間デモ]) | 0:25         |
| 7.                  | «The King Cobra Is Coming [Hwa Jai’s Theme]» (яп. キングコブラがやってくる[ホア・ジャイのテーマ]) | 1:59         |
| 8.                  | «Brave Raiden [Raiden’s Theme]» (яп. 勇者雷電[ライデンのテーマ]) | 2:24         |
| 9.                  | «Let’s Begin [Bonus Game Start] ~ Keep Going Until the Ends of Hell [Bonus Game Main BGM] ~ You Are Great! [Bonus Game Victory] ~ A Defeat is a Victory [Bonus Game Defeat]» (яп. はじまるぞー[ボーナス・ゲーム スタート]～地獄の果てまで押しまくれ[ボーナス・ゲーム メインBGM]～あんたは偉い！[ボーナス・ゲーム 勝ち]～負けるが勝ちよ[ボーナス・ゲーム 負け]) | 0:42         |
| 10.                 | «Hit by a Stick If You Walk Along the Bridge [Billy Kane’s Theme]» (яп. 橋を歩けば棒にあたる[ビリー・カーンのテーマ]) | 2:03         |
| 11.                 | «Kidnapping [Geese’s Subordinates Demo] ~ The Melancholy of Awakening [Geese Appearance Demo]» (яп. 誘拐[ギース手下デモ]～目覚めの憂鬱[ギース登場デモ]) | 1:06         |
| 12.                 | «Kiss for Geese [Geese Howard’s Theme]» (яп. ギースにキッス[ギース・ハワードのテーマ]) | 2:22         |
| 13.                 | «Just a Little Smart Fighting Fellow [2P Battle BGM]» (яп. ちょっと小意気な喧嘩野郎[2P対戦用BGM]) | 2:17         |
| 14.                 | «In the Shadows of Victory [Victory Demo]» (яп. 勝利の影に[優勝デモ]) | 0:29         |
| 15.                 | «If You Gaze at Reality [Ending]» (яп. 見つめれば現実[エンディング]) | 2:08         |
| 16.                 | «Persistent Spirit I Have [Continue] ~ Beyond Despair [Game Over] ~ Name Your Name [Battle Records Display]» (яп. 不屈の精神我にあり[コンティニュー]～絶望の彼方に[ゲームオーバー]～名を名乗れ[対戦成績表示]) | 0:50         |
| 17.                 | «JACK TO THE METRO» | 6:03         |
| 18.                 | «LAST RESORT TITLE» | 0:18         |
| 19.                 | «JACK TO THE METRO [STAGE 1] ~ VICE [BOSS 1] ~ STAGE CLEAR» | 5:08         |
| 20.                 | «THE RUINS OF METRO [STAGE 2] ~ TYRANNICAL [BOSS 2]» | 4:53         |
| 21.                 | «SONAR [STAGE 3] ~ COLD MACHINE [BOSS 3]» | 4:12         |
| 22.                 | «THE MELTING POINT [STAGE 4] ~ DUSKY [BOSS 4]» | 5:46         |
| 23.                 | «DON’T TOUCH ME BABY [STAGE 5-1] ~ FEAR [STAGE 5-2] ~ LEGEND OF KING [BOSS 5]» | 5:59         |
| 24.                 | «THE SUNSET SKY PART II [LAST STAGE CLEAR ~ ENDING]» | 2:16         |
| 25.                 | «CONTINUE ~ GAME OVER ~ FLOWER DANCING [RANKING]» | 1:18         |
| Общая длительность: | Общая длительность: | 64:06        |